# قشلاق إسماعيل خان محمد إيزدي (مقاطعة بيله سوار)
قشلاق إسماعیل خان محمد ایزدي (بالفارسية: قشلاق اسماعیل‌خان محمد ایزدی) هي منطقة سكنية تقع في إيران في أردبيل. يقدر عدد سكانها بـ 60 نسمة .